# Chris Hanson (Squashspieler)
Chris Hanson (* 12. Dezember 1990 in New York) ist ein ehemaliger US-amerikanischer Squashspieler.

## Karriere
2013 schloss Chris Hanson sein Psychologiestudium am Dartmouth College mit cum laude ab und erhielt einen Bachelorabschluss. Für Dartmouth, unter der Leitung von Hansi Wiens, war er auch im College-Sport aktiv und erfolgreich.
Nach seinem Abschluss begann er seine professionelle Karriere auf der PSA World Tour, auf der er fünf Titel gewann. Seine höchste Platzierung in der Weltrangliste erreichte er mit Position 60 im Juli 2018. 2014 wurde er erstmals für die US-amerikanische Nationalmannschaft nominiert. 2017 und 2019 stand er im Kader bei der Weltmeisterschaft.
Bei Panamerikanischen Spielen gewann er 2015 im Doppel und mit der Mannschaft die Bronzemedaille. 2019 sicherte er sich in Lima sowohl im Doppel als auch mit der Mannschaft die Goldmedaille. 2017 und 2018 wurde er US-amerikanischer Meister.

## Erfolge
- Vize-Panamerikameister im Mixed: 2014 (mit Maria Elena Ubina)
- Gewonnene PSA-Titel: 5
- Panamerikanische Spiele: 2 × Gold (Doppel und Mannschaft 2019), 2 × Bronze (Doppel und Mannschaft 2015)
- US-amerikanischer Meister: 2017, 2018